# Пол Ромър
Пол Майкъл Ромър (на английски: Paul Michael Romer) е американски икономист.

## Биография
Роден е на 6 ноември 1955 г. в Денвър в семейството на юриста и политик Рой Ромър, който по-късно е губернатор на щата Колорадо. През 1978 г. завършва математика в Чикагския университет, където през 1983 г. защитава докторат по икономика. След това преподава в Рочестърския университет (1983 – 1988), Чикагския университет (1988 – 1990), Калифорнийския университет – Бъркли (1990 – 1996), Станфордския университет (1996 – 2010), Нюйоркския университет (от 2010) и Световна банка (2016 – 2018). Известен е със създаването на макроикономическата теория за ендогенния растеж.
През 2018 г. заедно с Уилям Нордхаус получава Нобелова награда за икономика „за интегрирането на техническите иновации в дългосрочния макроикономически анализ“.